# Rudolf Bohren
Rudolf Bohren (* 22. März 1920 in Grindelwald; † 1. Februar 2010 in Dossenheim bei Heidelberg) war ein Schweizer evangelischer Theologe mit dem Schwerpunkt Praktische Theologie, der mit seinem pneumatologischen Denkansatz und mit seinen Anregungen zu einer theologischen Ästhetik die Praktische Theologie in Wuppertal, Berlin und Heidelberg von 1958 bis zu seiner Emeritierung 1988 maßgeblich mitprägte. Sein bekanntestes Werk war die Predigtlehre, die 1971 erstmals erschien und mehrere Auflagen erfuhr.

## Leben
Bohren wuchs als Sohn eines Posthalters in Grindelwald auf. Er besuchte das Freie Gymnasium in Bern und studierte während des Zweiten Weltkriegs Evangelische Theologie zuerst in Bern und dann in Basel vor allem bei Eduard Thurneysen und Karl Barth. Am 16. Mai 1945 wurde er in Bern in die Gemeinschaft reformierter Prediger als Verbi Divini Minister (VDM) aufgenommen. Er schrieb bei Oscar Cullmann 1952 eine Dissertation über „Das Problem der Kirchenzucht im Neuen Testament“.
Von 1945 bis 1958 war er Pfarrverweser in Bern, Pfarrer im aargauischen Holderbank und in Arlesheim, einem Vorort von Basel. Die Erfahrungen in diesen verschieden strukturierten Gemeinden haben seine wissenschaftliche Arbeit geprägt. 1958 wurde er als Professor für Praktische Theologie an die Kirchliche Hochschule Wuppertal berufen, wo er mit dem Alttestamentler Hans Walter Wolff, dem Neutestamentler Georg Eichholz und den Systematischen Theologen Jürgen Moltmann und Hans-Georg Geyer zusammenarbeitete. 1972 bekam er einen Ruf an die Kirchliche Hochschule Berlin, 1974 an die Universität Heidelberg, wo er eine Predigtforschungsstelle mit bedeutenden Predigtnachlässen aufbaute und Interessierten zugänglich machte. Seine Forschungs- und Lehrtätigkeit wurde über den deutschen Sprachraum hinaus international beachtet, so dass er Einladungen an Wissenschaftsforen in den USA, Norwegen und Japan erhielt. 1988 wurde er emeritiert, aber seine theologischen und literarischen Tätigkeiten setzte er fort. Sein letztes Werk „Beten mit Paulus und Calvin“ erschien zum Calvinjubiläum 2008 bei Vandenhoeck & Ruprecht in Göttingen. Nach kurzer Krankheit starb er am 1. Februar 2010 und wurde am 10. Februar in seiner Wohngemeinde Dossenheim bestattet.

## Privates
Bohren war dreimal verheiratet. Seine erste Frau starb 1990 durch Suizid während einer starken Depressionserkrankung, seine zweite Frau starb 1997 und seine dritte Frau Ursula überlebte ihn.

## Theologie
Seine wissenschaftliche Tätigkeit wurde von fünf Schwerpunkten bestimmt:

### Die Existenz der Gemeinde in der Welt
Die Kasualpraxis wurde von Bohren einer kritischen Reflexion unterzogen in seiner viel diskutierten Schrift: „Unsere Kasualpraxis – eine missionarische Gelegenheit?“ (ThEx 1979, 5. Auflage). Eine Vorlesung, die im Dialog mit seinem Assistenten Grün-Rath zur praktischen Ekklesiologie gehalten wurde, liegt inzwischen gedruckt in der Edition Bohren (Spenner-Verlag 2005) vor. Zur Laienpraxis wie zur Kirchenreform sind einzelne Aufsätze erschienen.

### Predigt
Die 1971 erschienene Predigtlehre erlebte bis 1993 fünf weitere Auflagen und wurde ins Koreanische und Japanische, in Teilen auch ins Englische, übersetzt. Bohren versucht darin, einen neuen theologischen Ansatz für das Predigen von der Pneumatologie her zu gewinnen. Begleitend veröffentlichte er zahlreiche Predigtbände: „Geheimnis der Gegenwart“, 1965; „Prophet in dürftiger Zeit“, 1969; „Wiedergeburt des Wunders“, 1972; „Seligpreisungen der Bibel – heute“, 1974. Mehrere homiletische Aufsätze wurden gebündelt in „Geist und Gericht. Arbeiten zur Praktischen Theologie“, 1979. Eine Methode der Predigtanalyse entwickelte Bohren zusammen mit Gerd Debus und stellte sie 1986 in einem internationalen Wissenschaftsforum vor (vgl. R. Bohren / K.P. Jörns (Hrsg.), Die Predigtanalyse als Weg zur Predigt, 1989). Aus dem homiletischen Wissenschaftsforum entwickelte sich eine Societas Homiletica, die sich international zusammensetzt und alle zwei Jahre zu internationalen Tagungen trifft. Ebenso entstand 1988 ein Ökumenischer Verein zur Förderung der Predigt, der viermal jährlich die Zeitschrift „Predigt im Gespräch“ herausgab.

### Seelsorge
In polemischer Zuspitzung wird Bohrens Bemühen um die Seelsorge im Anschluss an Christoph F. Blumhardt bereits 1960 deutlich: „Seelsorge – Trost der Seele oder Ruf zum Reich?“ Bohren plädiert für eine Fruchtbarmachung der Kirchengeschichte und ihrer seelsorglichen Erfahrung. „Große Seelsorger“ – diese oft gehaltene Vorlesung wurde in zwei Bänden 2007 von Dietrich Stollberg in der Edition Bohren herausgegeben. Mit seinem Lehrer Eduard Thurneysen trat Bohren in ein literarisches Gespräch über Seelsorge ein: „Prophetie und Seelsorge“ (1982). Zwei Schriften Luthers wurden von ihm unter dem Titel „Tröstungen“ 1983 kommentiert. Eine stark biographisch ausgerichtete Schrift erschien 1990: „In der Tiefe der Zisterne. Erfahrungen mit der Schwermut“. Polemisch war eine Auseinandersetzung mit Joachim Scharfenberg: „Psychologie und Theologie – eine Gewinn- und Verlustrechnung für die Seelsorge“ (1996).

### Aszetik
Bohren bezeichnete bereits 1964 die Aszetik als christliches Leben und als das erste Sachgebiet der Praktischen Theologie. Er nahm damit Bezug auf die Reformatoren, die das geistliche Leben der Gemeinde als grundlegend erachteten, um als Pfarrer die Kirche durch Wort und Geist zu sammeln und in die Welt zu senden. Wie der Reformator Martin Luther legte er Wert auf die geistlichen Disziplinen einer aktuellen Schriftmeditation (lat. meditatio), dem Gebet als anbetendem Gehorsam (lat. oratio) und der tröstenden Kraft des Wortes Gottes in der Anfechtung (lat. tentatio). Aszetik könne einer Pfarrperson wesentlich helfen, zur vermittelnden, glaubwürdigen Stimme der Gemeinde zu werden und deren Fragen aufzugreifen und Aufgaben besser klären zu können.

### Ästhetik
Bohren suchte schon in seiner Predigtlehre und dann in weiteren Essays das Gespräch mit moderner Literatur (z. B. Johannes Bobrowski, Peter Handke, Nelly Sachs, Kurt Marti, Eugen Gomringer). Lyrische Texte gab Bohren selbst heraus: „bohrungen“ (1967), „heimatkunst“ (1987). „Schnörkelschrift“ und „texte zum weiterbeten“, wofür er 1988 den Literaturpreis des Kantons Bern erhielt.
Das Problem einer theologisch-mystischen Ästhetik durchdenkt Bohren in „Daß Gott schön werde. Praktische Theologie als Ästhetik“ (1975). In der Schrift „Lebensstil“ macht Bohren seine Erfahrungen mit einem Gastsemester in Indien (Bangalore) fruchtbar, während ein kirchlich-kulinarisches Reisetagebuch unter dem Titel „Liebeserklärung an Fernost“ über seine erste Japanreise 1980 handelt. Eine zweite Japanreise folgte 2002.

## Bibliographie
Bibliografie zu Bohrens Werk bis 1990 in: Jürgen Seim/Lothar Steiger (Hrsg.): Lobet Gott. Beiträge zur theologischen Ästhetik. Rudolf Bohren zum 70. Geburtstag, München 1990.